# Auguste Nicolas Gendrin
Auguste Nicolas Gendrin est un docteur en médecine né le 6 décembre 1796 à Chateaudun (Eure-et-Loir) et mort le 5 janvier 1890 à son domicile dans le 8e arrondissement de Paris.
Médecin français honoraire des Hôpitaux, il obtient le prix de la Société de médecine de Paris (1823), le prix de la Société médicale d'émulation (1824), et celui de l'Académie des sciences couronnant une monographie sur le choléra (1832). Il est lauréat de l'Institut, et secrétaire général du Cercle médical de Paris. - Il a notamment traduit de l'anglais en français.

## Œuvres
- Recherches physiologiques sur la motilité / Paris : Béchet , 1822
- Recherches sur les tubercules du cerveau et de la moelle épiniére / par A.-N. Gendrin / Paris : De l'Imprimerie de Feugueray , 1823
- Mémoire sur les causes des convulsions chez les enfans, et sur les moyens d'y remédier/ par le Dr J.-L. Brachet, ... / par le Dr Gendrin / Paris : Béchet jeune , 1824
- Histoire anatomique des inflammations / par A.N. Gendrin / Paris : Béchet jeune , 1826
- Eloge de Ph. Pinel, et de R.J.H. Bertin, lu à la séance publique du cercle médical de Paris du 14 décembre 1827 / Paris : Errata dans la pagination , 1828
- Transactions médicales, journal de médecine pratique et de littérature médicales dans lequel sont publiés les actes de la société de médecine de Paris / rédigé par M. Gendrin ... / Paris : Baillière , 1830-1832
- Mémoire médico-légal sur la mort violente du duc de Bourbon, prince de Condé, et à cette occasion sur les conditions dans lesquelles la mort peut être produite par la suspension incomplète et sur les signes de la strangulation par suspension / Par A.-N. Gendrin / Paris : J.-B. Baillière , 1831
- Consultation médico-légale sur les circonstances et les causes de la mort violente du prince de Condé/ par A.-N. Gendrin / Paris : impr. de Crapelet , 1831
- Documents sur le choléra-morbus épidémique, transmis par lettre à un médecin de province / Aug.-Nicolas Gendrin / Paris : [s. n.] , 1832
- Monographie du choléra-morbus épidémique de Paris [Texte imprimé] : rédigée spécialement sur les observations cliniques de l'auteur a l'Hôtel-Dieu de Paris / par A. N. Gendrin / Paris : J.B. Baillière , 1832
- Exposé d'un nouveau traitement curatif et préservatif de la colique de plomb / A. N. Gendrin / Paris : Crapelet , 1832
- Traité philosophique de médecine pratique Tome premier / par A.N. Gendrin, ... / Paris : Chez G. Baillière , 1838
- Traité philosophique de médecine pratique / par A.N. Gendrin, ... / Paris : G. Baillière , 1838-1841
- Traité philosophique de médecine pratique Tome deuxième, / par A.N. Gendrin, ... / Paris : Chez G. Baillière , 1839
- De l'influence des ages sur les maladies : thèse de concours pour la chaire de pathologie interne vacante à la Faculté de médecine de Paris / par A.-N. Gendrin / Paris : Germer Baillière [etc.] , 1840
- Lettre sur le traitement curatif et préservatif des maladies saturnines, adressée à MM. les membres de l'Académie royale des sciences / par A.-N. Gendrin, ... / Paris : G. Baillière , 1841
- Leçons sur les maladies du cœur et des grosses artères : faites à l'hôpital de la Pitié pendant l'année 1840 / par A.N. Gendrin ; recueillies et publiées sous ses yeux par MM. E. Colson et Dubreuil-Hélion / Paris : Baillière , 1841-1842
- Leçons sur les maladies du cœur et des grosses artères : faites à l'hopital de la Pitié pendant les années 1840-1841 / Recueillies et publiées sous ses yeux, par E. Colson et Dubreuil-Hélion / Paris : Baillière , 1841-42
- Leçons sur les maladies du cœur et des grosses artères, faites à l'hôpital de la Pitié, pendant les années 1840-1841 Tome premier, / par M. A.-N. Gendrin ; recueillies et publiées [...] par MM. E. Colson et Dubreuil-Hélion / Paris : G. Baillière , 1842
- Mémoire sur le diagnostic des anévrysmes des grosses artères / Par A.-N. Gendrin, ... / Paris : Hauquelin et Bautruche , 1845
- Lettre de M. le Dr. Gendrin, médecin de l'hôpital de la Pitié, à M. Ducoux, docteur-médecin, directeur des eaux minérales de Cransac (Aveyron) / Blois : imprimerie Félix Jahyer , 1847
- Die Cholera und ihre rationelle Behandlung : Uebersetzung und Auszug aus A.N. Gendrin's Monographie du choléra-morbus épidémique de Paris : nebst einem Briefe Gendrin's an den Uebersetzer / Köln : M. DuMont Schauberg, 1849
- Traité philosophique des fièvres périodiques / A. N. Gendrin / Paris : Librairie F. Savy , 1877
- Exposé des titres scientifiques présentés pour le concours de pathologie interne / par A. N. Gendrin... / Édition électronique : numérisation 2012 / Paris : BIU Santé , 2012
- Exposé des titres scientifiques présentés pour le concours de pathologie interne / par A. N. Gendrin... / [Paris] : [impr. Locquin] , [1840]